# Městský hřbitov v Chocni
Městský hřbitov v Chocni je hlavní městský hřbitov v Chocni, v městské části Hemže. Nachází se na východním okraji města v lokalitě Na Skalách, v ulici Hřbitovní. Jeho součástí je také urnový háj ve vzdálenosti několika desítek metrů severně, oddělený přilehlou silnicí.

## Historie

### Vznik
Hřbitov byl vystavěn po roce 1848 na velkém pozemku na okraji města jako nový městský hřbitov v místě zvaném Na Skalách náhradou za původní, a v té době již kapacitně nedostačující, pohřebiště u kostela svatého Františka Serafinského poblíž městského náměstí, které bylo následně rušeno. Roku 1855 byla na hřbitově vybudována kaplová hrobka rodiny Püchlovy, posléze přeměněná na hřbitovní kapli sv. Anny. Roku 1881 byl hřbitov dále rozšířen východním směrem. 
Kvůli nutnosti zvýšení kapacity hřbitova byl v období První republiky v blízké lokalitě vybudován urnový háj. 
Podél zdí areálu je umístěna řada hrobek významných obyvatel města. Pohřbeni jsou na hřbitově i vojáci a legionáři bojující v první a druhé světové válce.

### Po roce 1945
S odchodem téměř veškerého německého obyvatelstva města v rámci odsunu Sudetských Němců z Československa ve druhé polovině 40. let 20. století zůstaly hroby německých rodin opuštěné a bez údržby. 
V Chocni se nenachází krematorium, ostatky zemřelých jsou zpopelňovány povětšinou v krematoriu v Pardubicích či v České Třebové. 

## Osobnosti pohřbené na tomto hřbitově
- Jan Kubíček (stavitel) (1849–1919) – architekt a stavitel (rodinná kaplová hrobka)
- Antonín Haudek (1828–1907) – továrník a starosta města (rodinná kaplová hrobka)
- Karel Frič (1841–1907) – továrník a starosta Chlumce nad Cidlinou

### Urnový háj
- Jaroslav Mráz (1893–1953) – podnikatel, spolumajitel letecké továrny Beneš-Mráz

## Galerie

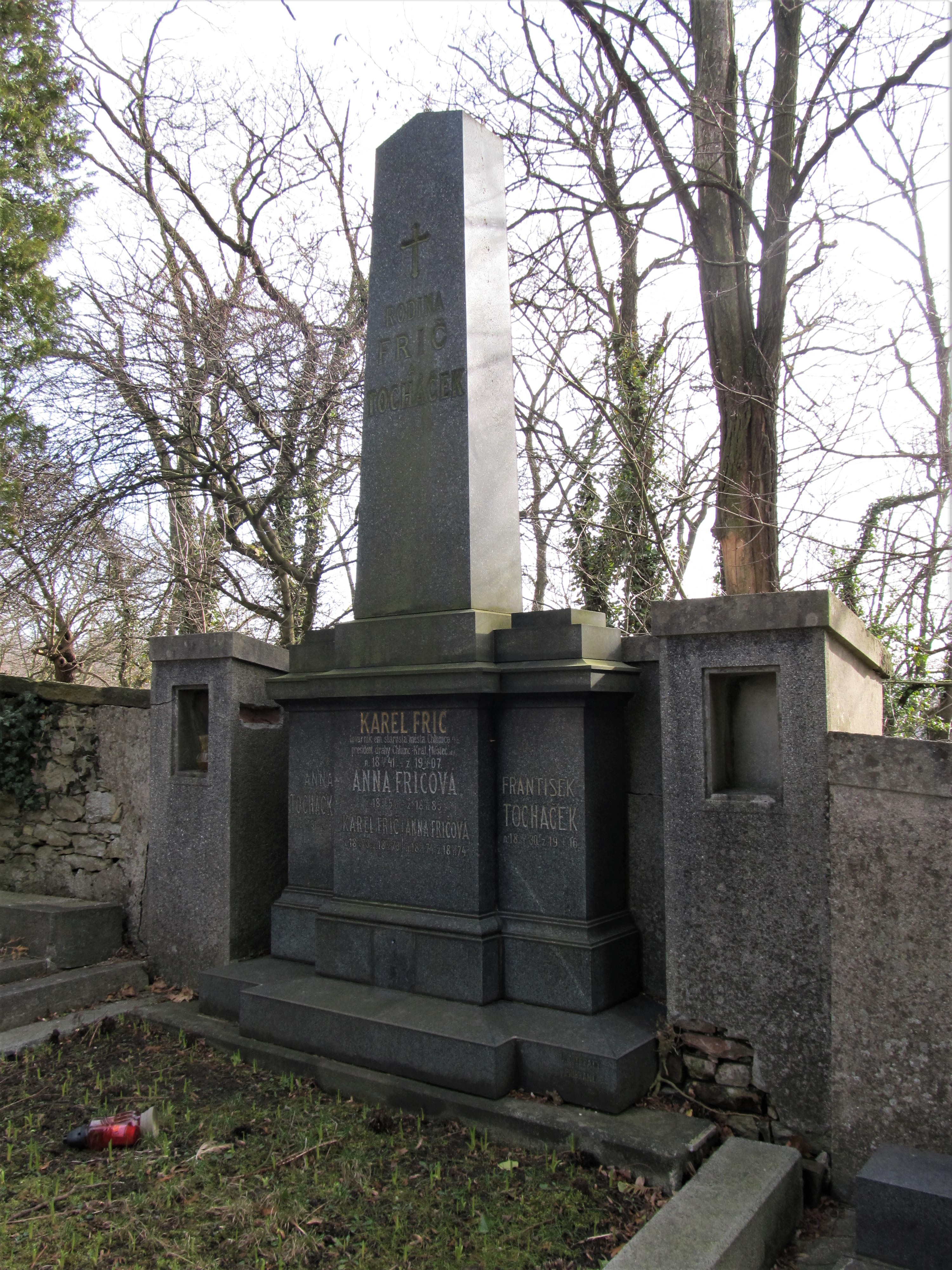
Hrobka továrníka Karla Friče, starosty v Chlumci nad Cidlinou
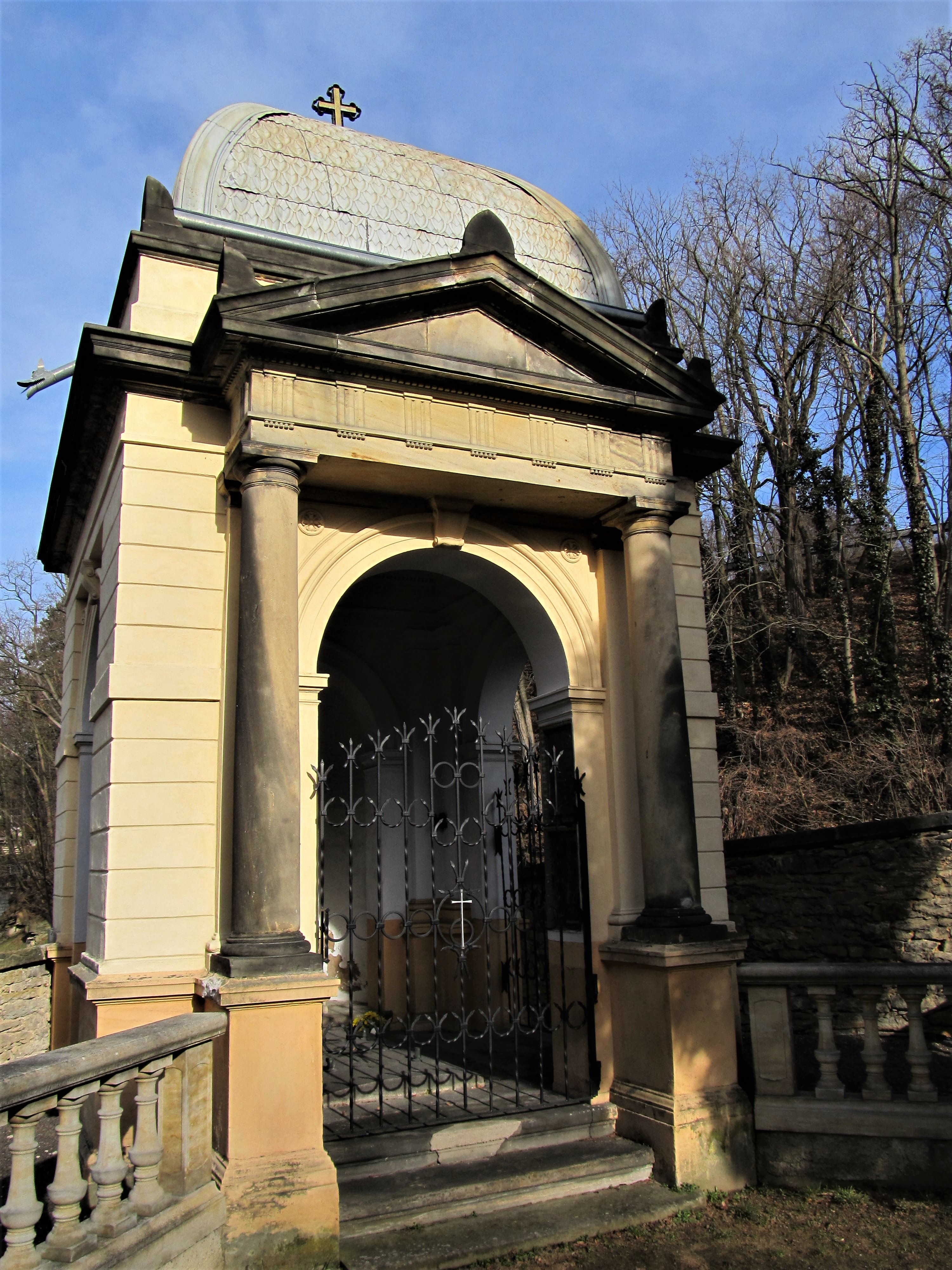
Hrobka továrníka a choceňského starosty Antonína Haudka
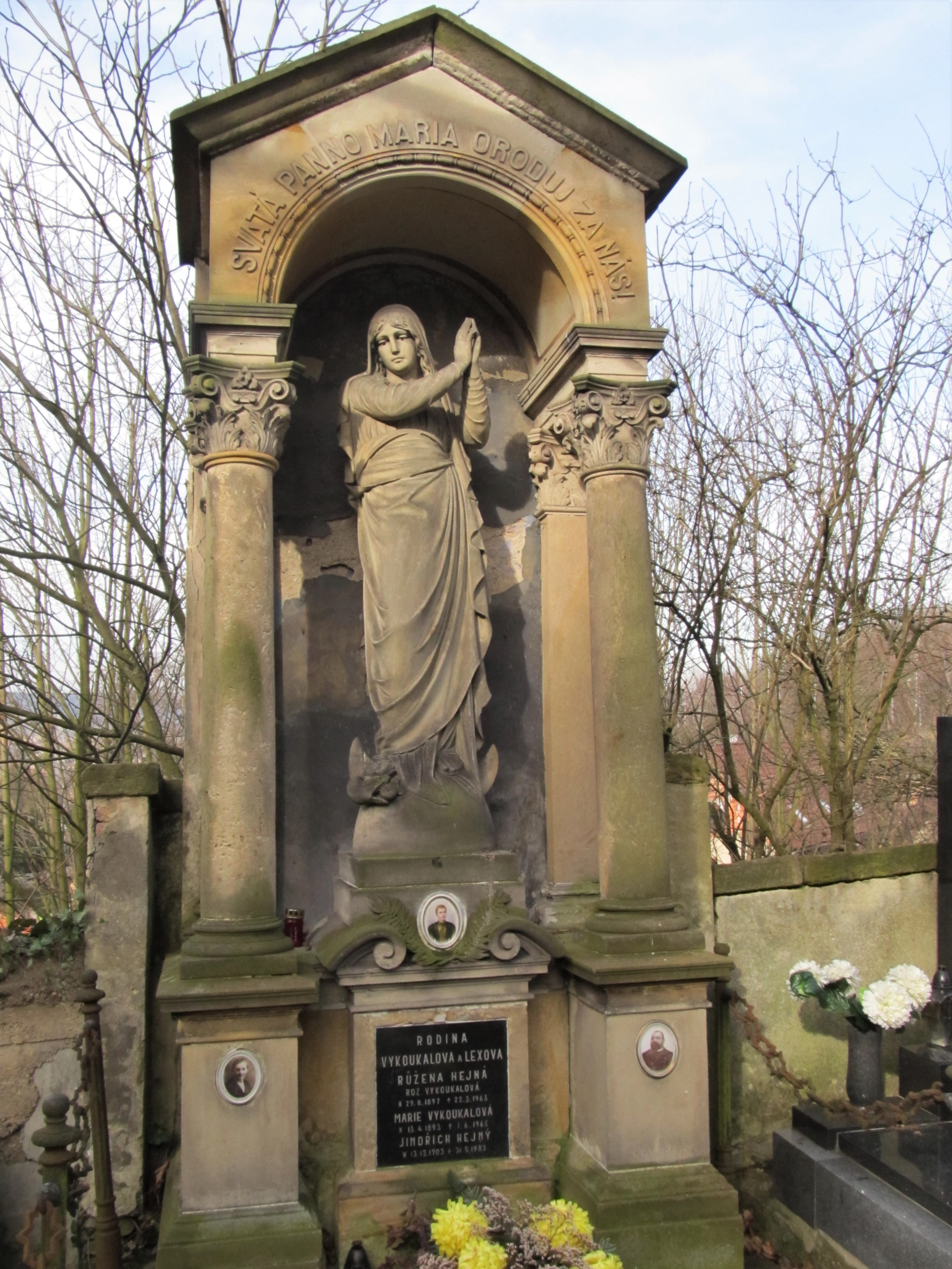
Hrobka rodiny Friedrichů a Hejných
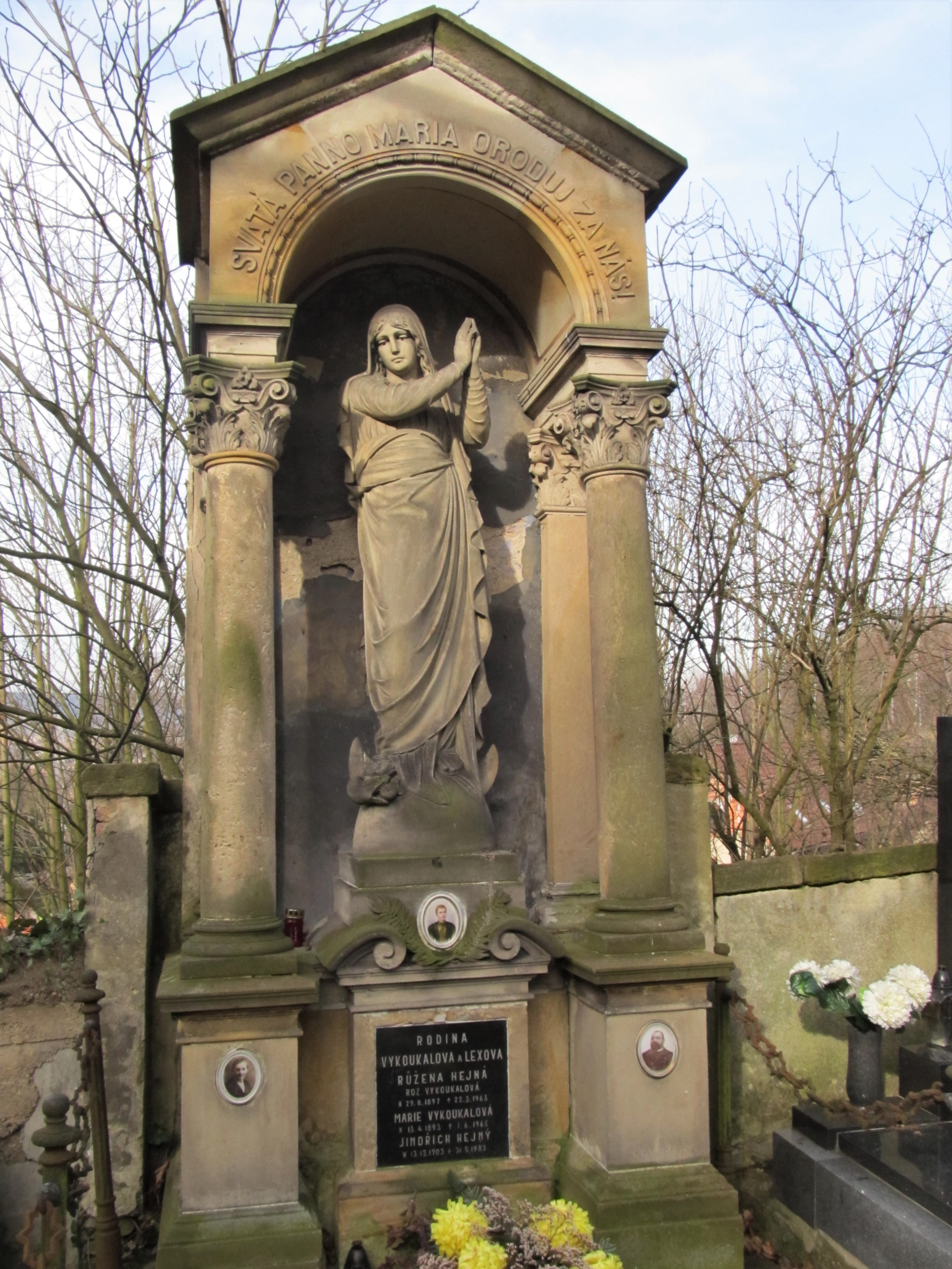
Hrobka rodiny Hejných a Vykoukalů
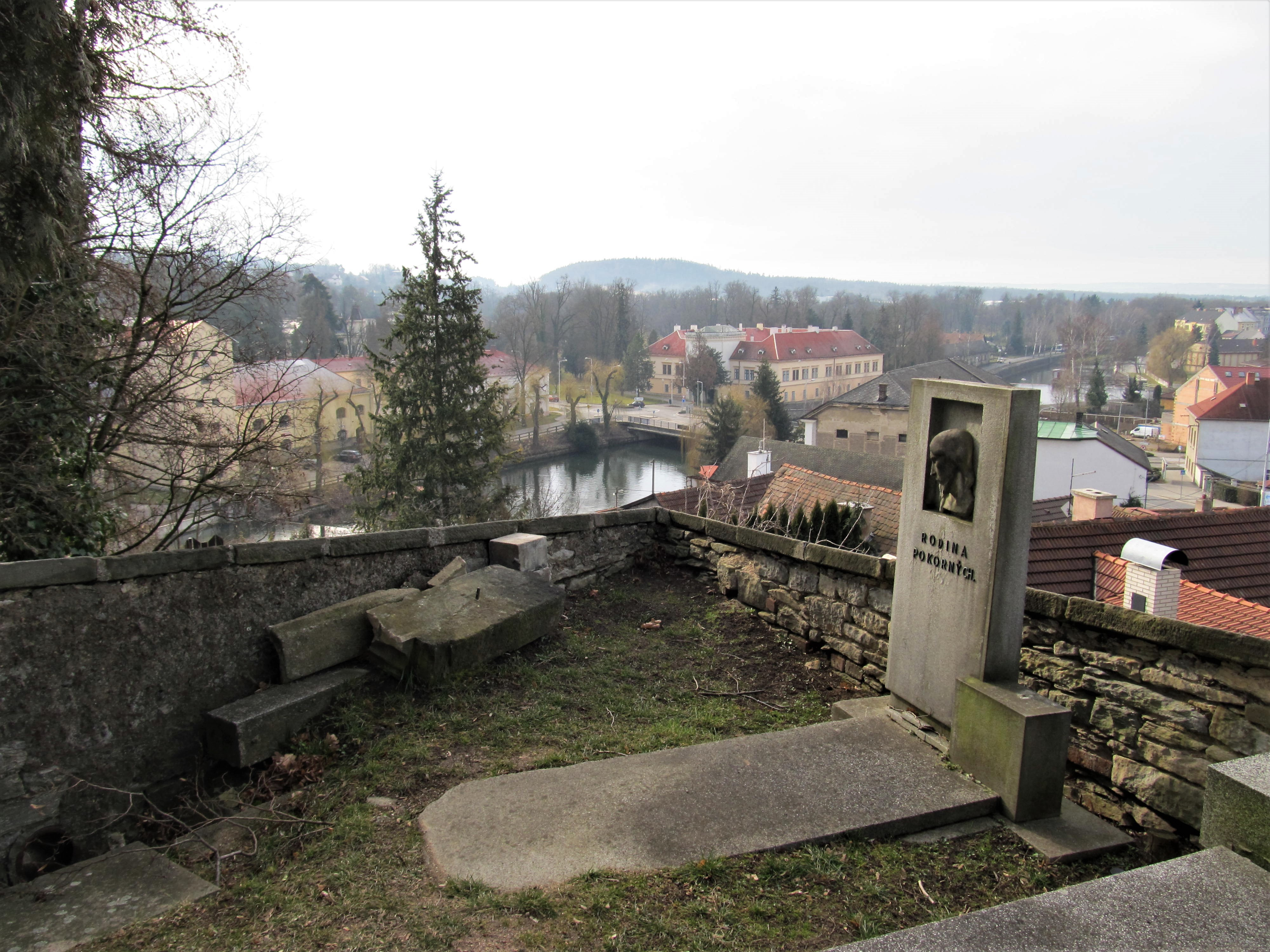
Jižní část hřbitova, v pozadí řeka Tichá Orlice a choceňský zámek